# Diocèse de Wallis-et-Futuna
Le diocèse de Wallis-et-Futuna (en latin : dioecesis Uveana et Futunensis) est une église particulière de l'Église catholique en France. Érigé en 1966, il couvre le territoire d'outre-mer de Wallis-et-Futuna. Son siège est à Mata-Utu, sur l'île de Wallis. Suffragant de l'archidiocèse métropolitain de Nouméa, il relève de la province ecclésiastique de Nouméa.

## Territoire
Le diocèse de Wallis-et-Futuna couvre la collectivité d'outre-mer homonyme qui comprend les trois îles principale de Wallis, Futuna et Alofi.

## Histoire

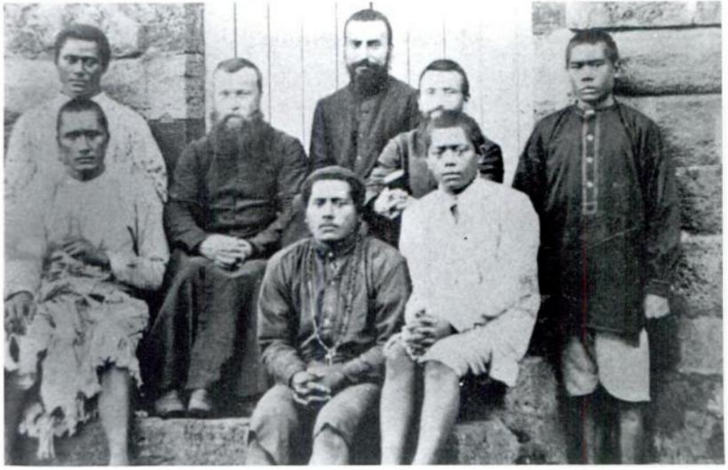
Des pères maristes et des séminaristes à Lano, sur l'île de Wallis, vers 1890.

Wallis-et-Futuna dépend d'abord du vicariat apostolique d'Océanie occidentale érigé en 1836. L'année suivante, des missionnaires maristes menés par Pierre Bataillon à Wallis et Pierre Chanel à Futuna entreprennent de convertir les populations polynésiennes locales.
Le 23 août 1842, les îles sont rattachées au vicariat apostolique d'Océanie centrale nouvellement créé ; son siège se trouve à Tonga. Ce n'est qu'avec la création du protectorat de Wallis-et-Futuna que les îles d'Uvea, Futuna et Alofi sont rassemblées dans une même entité juridique.

Le vicariat apostolique de Wallis-et-Futuna est érigé le 11 novembre 1935. Il est élevé en diocèse de Wallis-et-Futuna le 21 juin 1966.

## Cathédrale et édifices religieux
La cathédrale Notre-Dame-de-l'Assomption de Mata-Utu est la cathédrale du diocèse. De nombreuses églises sont présentes sur ce territoire très catholique, notamment la basilique Saint-Pierre-Chanel à Poi.

## Les vicaires apostoliques et évêques de Wallis-et-Futuna
| Nom                                        | épiscopat |
| ------------------------------------------ | --------- |
| Vicariat apostolique d'Océanie occidentale |           |
| Jean-Baptiste Pompallier                   | 1835-1842 |
| Vicariat apostolique d'Océanie centrale,   |           |
| Pierre Bataillon                           | 1843-1877 |
| Aloys Elloy                                | 1877-1878 |
| Jean-Amand Lamaze                          | 1879-1906 |
| Armand Olier                               | 1906-1911 |
| Joseph Félix Blanc                         | 1912-1936 |
| Vicariat apostolique de Wallis-et-Futuna   |           |
| Alexandre Poncet, S.M.                     | 1935-1961 |
| Michel Darmancier, S.M.                    | 1961-1966 |
| Diocèse de Wallis-et-Futuna                |           |
| Michel Darmancier, S.M.                    | 1966-1974 |
| Laurent (Lolesio) Fuahea                   | 1974-2005 |
| Ghislain de Rasilly, S.M.                  | 2005-2018 |
| Susitino Sionepoe, S.M.                    | 2019-2025 |

## Évêques originaires du diocèse de Wallis-et-Futuna
Parmi les évêques de Wallis-et-Futuna, deux sont originaires du diocèse : Lolesio Fuahea, évêque de Wallis-et-Futuna de 1974 à 2005, et Susitino Sionepoe, S.M., évêque de Wallis-et-Futuna de 2019 à 2025.